# Karim Bennani
Pour les articles homonymes, voir Karim Bennani (peintre) et Bennani.
Karim Bennani né le 17 juillet 1983 à Marseille, est un animateur radio et journaliste sportif français.

## Biographie
Né à Marseille de parents  marocains, Karim Bennani passe par l'école de radio Studec à Paris, pour arriver à réaliser son rêve de radio. Le 26 octobre 2006, il fait ses débuts en tant qu'animateur du Kop RMC, le tchat des auditeurs de l'After Foot, puis arrive finalement, par ces passages dans l'émission, à devenir un des animateurs de cette émission sous le pseudo Karim. Parallèlement, il collabore pour Eurosport.
Le 2 juin 2008, Karim Bennani est l'animateur de Luis attaque avec Luis Fernandez du lundi au jeudi entre 16h et 18h. Il suppléait Florian Genton, interdit d'antenne[réf. nécessaire].
Pendant l'été 2008, il commente quelques matchs sur NT1 avec Didier Roustan.
Le 25 avril 2009, Karim Bennani devient l'animateur des Paris RMC, chaque samedi matin de 10h à 12h entouré de Vincent Moscato, Rolland Courbis et Luis Fernandez.
À la coupe du monde de football 2010 en Afrique du Sud, Karim Bennani est un des envoyés spéciaux de l'agence RMC Sport.
Le 23 août 2010, il n'anime plus Luis attaque. Il présente le journal des sports sur BFM TV chaque soir du vendredi au dimanche.
En octobre 2011, il est nommé responsable adjoint du pôle TV de l'agence RMC Sport.
En avril 2012, après six ans au sein de NextRadioTV, Karim Bennani rejoint beIN Sport.
Il quitte en juillet 2013, beIN Sport pour rejoindre Canal+ afin d'animer Jour de foot avec Éric Besnard et Reynald Pedros, Formula One, le magazine de la F1, et Les spécialistes occasionnellement en remplacement d'Hervé Mathoux. En 2014, il abandonne la présentation de Formula one, le magazine de la F1 pour se consacrer à Jour de foot. En 2015, il quitte Jour de foot pour prendre la présentation de L'Équipe du dimanche.
En août 2016, il fait partie du dispositif de Canal+ pour les Jeux olympiques de Rio en assurant les transitions entre les épreuves olympiques sur les chaînes Canal+ Sport et Canal+ Décalé, renommée Canal+ Rio pour l'occasion.
En 2016, son émission L'Équipe du dimanche est arrêtée, il reprend alors la présentation de Jour de foot jusqu'à l'arrêt de l'émission en 2020. En 2017-2018, il présente aussi 19H30 Sport chaque lundi à 19 h 30 sur Canal+ Sport.
Du 10 juin au 5 juillet 2019, il anime avec Marie Portolano L'info du Sport. L'émission, diffusée quotidiennement à 20 h sur Canal+, revient sur l'actualité de la coupe du monde féminine de football pendant une heure, mais également sur l'ensemble des autres actualités sportives.
En 2019-2020, il est le joker de Mouloud Achour à la présentation de l'émission Clique, diffusée du lundi au vendredi de 19 h 55 à 21 h sur Canal+. En mai 2020, il présente l'édition de la nuit sur CNews à la suite de la crise du Covid-19 et l'arrêt des championnats de football.
En 2020, après l'arrêt de Jour de foot, il rejoint l'équipe du Canal Football Club, désormais diffusé le samedi et le dimanche. En 2021, Karim Bennani présente le multiplex le dimanche à 15 h en compagnie de Grégory Sertic sur Canal+ Sport.
En juillet 2021 Karim Bennani est recruté par Amazon pour présenter le multiplex de Ligue 1 dominical ainsi que pour intervenir en bord de terrain les jours de matchs. À partir d'août, il rejoint aussi la nouvelle émission de la chaîne L'Équipe, L'Équipe de Greg, diffusée quotidiennement à 17 h 15. Il apparait dans le film Classico (2022) diffusé sur Prime Video.
Tout en continuant ses activités sur les autres antennes, il rejoint Bonjour ! La Matinale TF1, en avril 2024, en tant que chroniqueur remplaçant de Christophe Beaugrand, durant quelques jours. Après cette expérience, il est titularisé à partir du 19 août 2024 dans l’émission avec une chronique décryptage de l’actualité, sans quitter son rôle dans L’Équipe de Greg. Puis à partir d’octobre 2024, il devient, en parallèle, le présentateur joker de la matinale "Le 6/9" sur LCI.